# The Mosaic Company
The Mosaic Company ist ein amerikanisches Unternehmen, das zu den größten Düngerherstellern der Welt gehört. Es entstand 2004 durch Fusion von IMC Global und dem Düngergeschäft von Cargill. Das Unternehmen baut Kalisalz und Phosphate ab, die zu Düngemitteln verarbeitet werden. Gemeinsam mit Nutrien besitzt Mosaic die Vertriebsgesellschaft Canpotex. Im Dezember 2016 kündigte Mosaic an, bis 2018 den Geschäftsbereich Vale Fertilizantes von Vale übernehmen zu wollen.

## Bergwerke
Kalisalz
- Carlsbad (New Mexico) (32° 24′ 43,9″ N, 103° 56′ 20,4″ W)
- Belle Plaine (Saskatchewan) (50° 25′ 44″ N, 105° 11′ 56,4″ W)
- Colonsay (Saskatchewan) (51° 55′ 41,5″ N, 105° 45′ 56,2″ W)
- Esterhazy (Saskatchewan) (das weltgrößte Kalisalzbergwerk, 50° 39′ 34,2″ N, 101° 50′ 31,6″ W und 50° 43′ 46″ N, 101° 56′ 5″ W)

Phosphat
Die Phosphatgruben befinden sich alle in Zentral-Florida östlich von Tampa:
- Fort Meade (Florida) (27° 38′ 52,4″ N, 81° 45′ 23,4″ W)
- Hopewell (Florida) (27° 54′ 54″ N, 82° 7′ 35,8″ W)
- Four Corners (Florida) (27° 42′ 55,4″ N, 82° 8′ 28″ W)
- Wingate (Florida) (27° 30′ 19,8″ N, 82° 7′ 48,7″ W)